# Otyg
Otyg är ett svenskt folk metal-band från Skellefteå. De släppte studioalbumen Älvefärd (1998) och Sagovindars boning (1999).
År 2002 ansåg huvudmännen bakom bandet, Andreas Hedlund och Mattias Marklund, att deras inspiration för projektet var såpass begränsad, att gruppen lades på is. Bandet har dock åter varit aktivt sedan 2012.

## Medlemmar
Nuvarande medlemmar
- Daniel Fredriksson – basgitarr, nyckelharpa, sälgflöjt, mungiga, luta, akustisk gitarr (1995–2002, 2012– )
- Mattias Marklund – gitarr (1995–2002, 2012– )
- Vintersorg (Andreas Hedlund) – sång, keyboard, gitarr, luta (1995–2002, 2012– )
- Cia Hedmark – sång, fiol (1995–2002, 2012– )
- Fredrik Nilsson – trummor, slagverk (1998–2002, 2012– )

Tidigare medlemmar
- Samuel Norberg – mungiga (1995–1997)
- Stefan Strömberg – trummor, slagverk (1995–1997)

## Diskografi
Demo
- Bergtagen (1995)
- I trollskogens drömmande mörker (1996)
- Galdersång till bergfadern (1997)

Studioalbum
- Älvefärd (1998)
- Sagovindars boning (1999)

Samlingsalbum
- Sagovindars boning / Älvefärd (2008)